# Giovanni Battista Riva
Giovanni Battista Riva (* 25. Juli 1800 in Lugano; † 20. Oktober 1847 in Mailand) war ein Schweizer Anwalt, Politiker und Tessiner Grossrat und Staatsrat.

## Biografie
Giovanni Battista Riva wurde als Sohn des Stefano Filippo Riva von Lugano, Anwalts und Anhängers der Cisalpinischen Republik, und seiner Frau Caterina Fioroli geboren. Er studierte Rechtswissenschaft in Mailand, ab 1821 an der Universität Pavia und der Universität Wien. Danach kehrte er nach Lugano zurück, wo er als Anwalt arbeitete. Mit moderater politischer Tendenz gehörte er von 1830 bis 1839 dem Gemeinderat von Lugano an, dann sass er 1830–1837 im Tessiner Grossrat (1835–1836 Präsident), war 1831–1834, 1836 und 1838 Tagsatzungsgesandter, sowie von 1837 bis 1839 Staatsrat.
Er gehörte zu den Führern der gemässigten Mehrheit, die durch die radikale Bewegung vom Dezember 1839 gestürzt wurde und forderte deswegen die Intervention der österreichischen Regierung im Tessin. Im Jahr 1840 wurde er in Abwesenheit zu zwölf Jahren Zwangsarbeit und zur dauerhaften Nichtberechtigung für ein öffentliches Amt wegen Verschwörung verurteilt und lebte danach im Exil in Mailand.